# Wienerfilharmonikernas nyårskonsert 1951

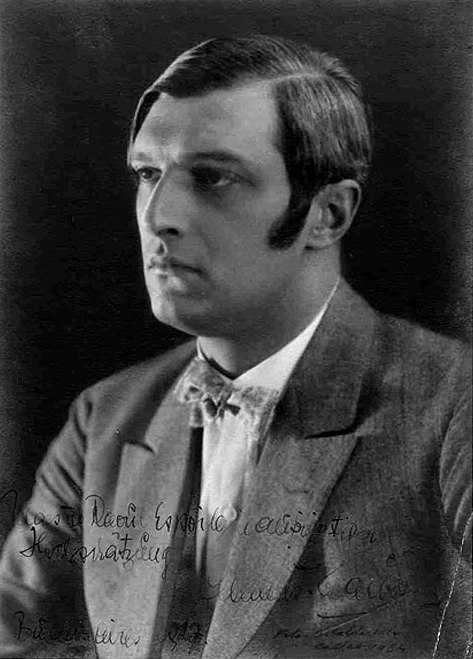
Clemens Krauss (1915).

Wienerfilharmonikernas nyårskonsert 1951 räknas som den elfte nyårskonserten från Wien och ägde rum den 14 januari 1951 i Wiens Musikverein. Den dirigerades för nionde gången av Clemens Krauss.

## Historia
Det finns i nyårskonsertens historia endast en konsert sedan 1941 som inte ägt rum den 1 januari: Dagen före konserten, den 31 december 1950 avled Österrikes förbundspresident Karl Renner och konserten fick skjutas upp till den 14 januari 1951.
Strikt räknat var det Wienerfilharmonikernas sjätte nyårskonsert, eftersom det inte var förrän 1946 som Josef Krips introducerade denna titel, som behölls 1947 och därefter. Dessutom var det den tolfte Årsskifteskonserten, för vid årsskiftet 1939/40 gavs det en Außerordentliches Konzert (extraordinär konsert) av Wienerfilharmonikerna, som dock ägde rum på nyårsafton 1939. Från 1941 dirigerades den av Clemens Krauss, med undantag för åren 1946 och 1947 då Krauss förbjöds att dirigera på grund av sin närhet till nazistregimen och ersattes av Josef Krips.

## Program

### Huvudprogram
1. Josef Strauss: Frauenwürde, vals, op. 277
2. Josef Strauss: Feuerfest, Polka française, op. 269*
3. Josef Strauss: Die Libelle, Polka mazur, op. 204*
4. Josef Strauss: Jocus-Polka, Polka schnell, op. 216
5. Johann Strauss den yngre: Wo die Citronen blüh’n, Walzer, op. 364*
6. Johann Strauss den yngre: Egyptischer Marsch, op. 335
7. Johann Strauss den yngre: Vergnügungszug, Polka schnell, op. 281
8. Josef Strauss: Mein Lebenslauf ist Lieb’ und Lust, vals, op. 263
9. Johann Strauss den yngre och Josef Strauss: Pizzicato-Polka
10. Johann Strauss den yngre: Éljen a Magyar!, Polka schnell, op. 332
11. Johann Strauss den yngre: Wiener Blut, vals, op. 354
12. Johann Strauss den yngre: Auf der Jagd, Polka schnell, op. 373

### Extranummer
1. Johann Strauss den yngre: Perpetuum mobile, Musikalischer Scherz, op. 257
2. Johann Strauss den yngre: An der schönen blauen Donau, vals, op. 314
3. Johann Strauss den äldre: Radetzkymarsch, op. 228

Verkförteckningen och verkens ordning finns på Wienerfilharmonikernas webbplats.
De verk markerade med * stod för första gången på programmet till en Nyårskonsert.

## Se vidare
- Clemens Krauss, Dirigent
- Wienerfilharmonikerna

## Weblänkar
- Das Programm des Neujahrskonzerts 1951 auf wienerphilharmoniker.at